# 咸陽蔚山高速公路
咸陽蔚山高速公路（：／ Hamyang Ulsan gosokdoro */?），是連接韓國慶尚南道咸陽郡和蔚山廣域市南區的一條高速公路。
預計2020年全線通車。